# قنات‌ماهی فک‌نقره‌ای
قنات‌ماهی فک‌نقره‌ای (نام علمی: Notropis buccatus) نام یک گونه از سرده براق‌ماهی‌های شرقی است.